# Atmosferyczna sadza

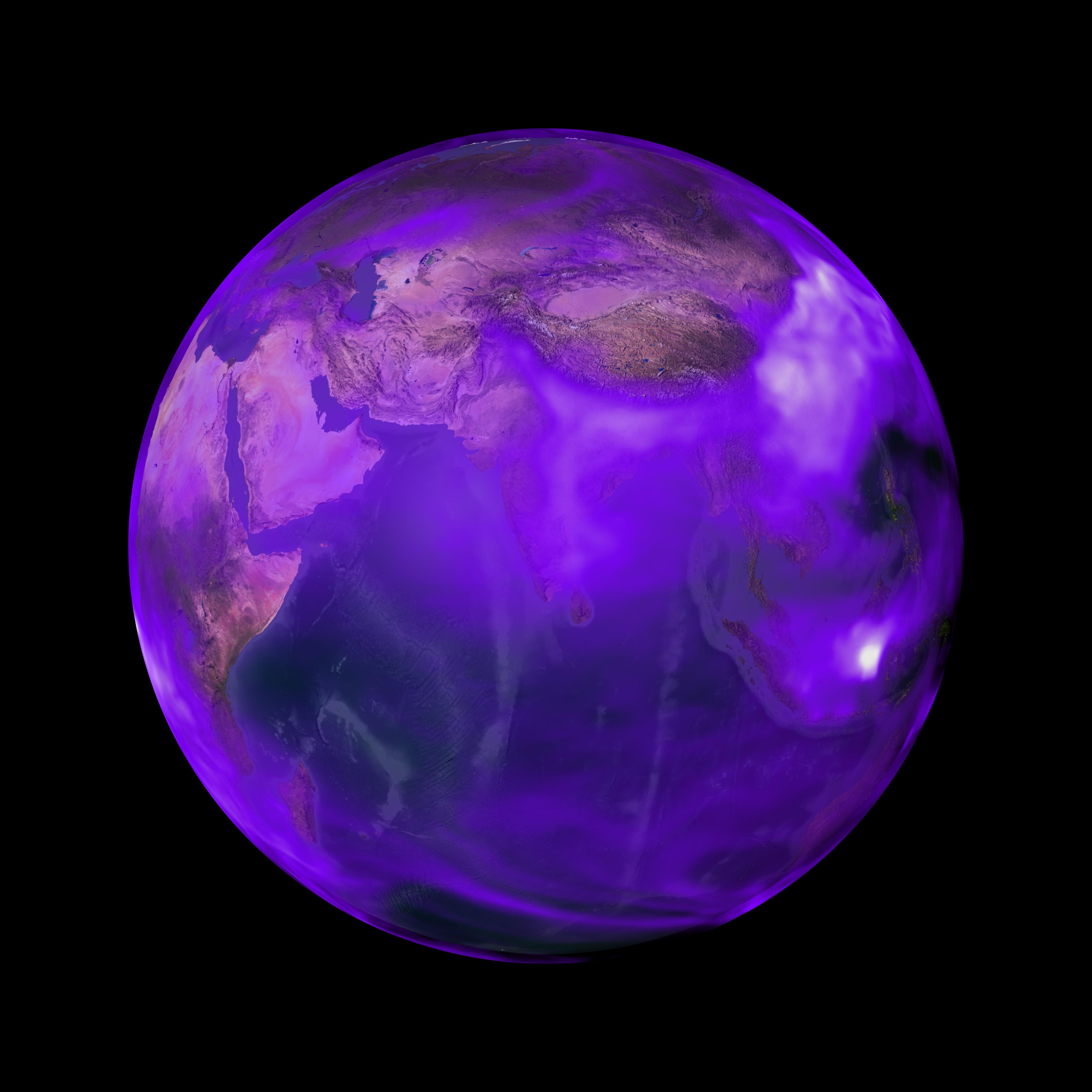
Atmosferyczna sadza jest rozlokowana na całej kuli ziemskiej, ale jej obecność i wpływ silnie zaznacza się w Azji.

Atmosferyczna sadza – drobne cząstki sadzy (o wielkości poniżej 2,5  µm) unoszące się w powietrzu i tworzące aerozol. Jest jednym z głównych składników smogu, szczególnie "smogu londyńskiego" występującego m.in. na terytorium Polski. Jest jednym ze składników zanieczyszczeń powietrza najsilniej wpływających na zdrowie ludzi. Ze względu na pochłanianie światła widzialnego i podczerwieni atmosferyczna sadza ma wpływ na klimat Ziemi.

## Powstawanie
Atmosferyczna sadza powstaje przy niekompletnym spalaniu paliw kopalnych, biopaliw i biomasy. Do największych źródeł sadzy zalicza się spalanie węgla i biomasy w prymitywnych paleniskach lub na otwartym powietrzu. Zanieczyszczenie powietrza sadzą jest szczególnie wysokie m.in. w krajach rozwijających się, gdzie spalanie paliw w prostych paleniskach jest wykorzystywane m.in. do przygotowywania posiłków i ogrzewania pomieszczeń. Sadza powstaje w dużych ilościach również w wyniku wypalania lasów i terenów użytkowanych rolniczo. Ze względu na charakter głównych źródeł emisji, szacunki dotyczące całościowych antropogenicznych emisji obarczone są wysoką niepewnością. Szacowane przez IPCC światowe emisje antropogeniczne tego aerozolu wynoszą ok. 4,8 mln ton rocznie, z czego ponad połowa przypada na Azję.

## Wpływ na Klimat
Wzrost ilości cząsteczek sadzy w atmosferze wpływa na globalne ocieplenie, ponieważ absorbuje ona światło widzialne oraz podczerwień, przez co zmienia się bilans cieplny Ziemi. Wymuszanie radiacyjne spowodowane przez antropogeniczne emisje szacowane jest na +0,4 W/m2 (od +0,05 do +0,8 W/m2). Wpływ sadzy na klimat wynika nie tylko z bezpośredniej obecności cząstek aerozolu w atmosferze, ale również ze zmiany albedo powierzchni Ziemi, szczególnie na obszarach przykrytych śniegiem i lodem. Sadza ma wpływ m.in. na topnienie lodowców na Grenlandii, gdyż jej obecność powoduje, że ich powierzchnia jest ciemniejsza i pochłania większą część światła słonecznego. Atmosferyczna sadza może wpływać również na zmiany w chmurach poprzez zawiązywanie jąder kondensacji oraz zmianę albedo chmur.